# Altermundialismo
Altermundialismo (em francês:  alter-mondialisation — também conhecido como globalização alternativa, alter-globalização ou movimento da justiça global) é um movimento social cujos proponentes defendem a interação e a cooperação global, mas opondo-se ao que descrevem como efeitos negativos da globalização econômica, sentindo que esta frequentemente causa depreciação, ou não promove adequadamente valores humanos como proteção ambiental e climática, justiça econômica, proteção laboral, proteção de culturas indígenas, paz e liberdades civis.
O nome pode ter-se derivado de um lema popular do movimento: 'Outro mundo é possível', que se originou do Fórum Social Mundial. "O movimento altermundialista é um movimento cooperativo designado a protestar contra a direção e consequências negativas observadas da globalização neoliberal". Muitos altermundialistas buscam evitar a "desestabilização de economias locais e consequências humanitárias desastrosas". A maioria dos membros deste movimento evitam o rótulo "anti-globalização" por achá-lo pejorativo e incorreto, pois eles defendem ativamente a atividade humana em escala global e não se opõem à globalização econômica per se.